# IC 437
IC 437 је спирална галаксија у сазвјежђу Зец која се налази на листи објеката дубоког неба у Индекс каталогу.
Деклинација објекта је - 12° 33' 52" а ректасцензија 5h 51m 37,3s. Привидна величина (магнитуда) објекта IC 437 износи 14,5 а фотографска магнитуда 15,3. IC 437 је још познат и под ознакама NPM1G -12.0208, IRAS 05493-1234, PGC 90030.